# Brachythecium tearapense
Brachythecium tearapense là một loài rêu trong họ Brachytheciaceae. Loài này được Besch. mô tả khoa học đầu tiên năm 1894.